# Uy Châu, Vấn Xuyên
Uy Châu (威州镇) là một trấn tại huyện Vấn Xuyên thuộc châu tự trị A Bá, tỉnh Tứ Xuyên, Cộng hòa Nhân dân Trung Hoa. Trấn này nằm ở đông bắc của Vấn Xuyên, là huyện lỵ của Vấn Xuyên. Uy Châu có diện tích 128 ki-lô-mét vuông, dân số 30.599 người, dân số tạm trú lưu động hơn 10.000 người.
Trấn này được chia thành 12 thôn, 3 ủy ban xã khu cư.